# Kees de Haas
Cornelis (Kees) de Haas (Eindhoven, 13 november 1930 - Baarn, 21 augustus 2021) was een Nederlands econoom, maritiem historicus en schrijver. Na zijn huwelijk 1968 verhuisde hij van De Drift in Laren naar Baarn. De Haas werkte als econoom bij de Jaarbeurs in Utrecht. 
De Haas werd bekend door zijn boeken 'De Grote Drie' over de Nederlandse passagiersschepen Oranje, Willem Ruys en Nieuw Amsterdam (1938-1974). Later verschenen Zeeslepen onder de driekleur, met een register van scheepsnamen, en De Vier Zwarte Zeeën (1992). 
Voor het blad De Blauwe Wimpel was De Haas gedurende veertig jaar plaatsvervangend hoofdredacteur. In de Baarnsche Courant verschenen artikelen van zijn hand over schepen van de KNSM uit Amsterdam die de naam Baarn droegen.